# لحظه‌های آشنا
لحظه‌های آشنا سریالی به کارگردانی مجتبی یاسینی و نویسندگی سعید گرگانی محصول سال ۱۳۷۵ است. این سریال در ماه رمضان هر روز از شبکه کودک پخش میشد.

## بازیگران
- رضا عبدی
- بیوک میرزایی
- اکبر دودکار
- رضا بنفشه‌خواه
- محمد یگانه
- وحید شیخ‌زاده
- رضا ابوطالبی
- اشرف عمروانی
- ماندانا اصلانی
- مهوش وقاری
- امیر نیکیار
- ساناز سماواتی
- رضا رضوی
- محسن پناهی
- حمید هدایتی
- مونا فرجاد
- ماندانا پوره
- آتوسا راستی
- حسین چنگی
- حمید یزدانی